# Antioh iz Sirakuze
Antioh iz Sirakuze, sicilski Grk, pisec in zgodovinar, * 5. stoletje pr.n.št., Sirakuze (danes Italija).

## Življenje in delo
Podatki o njegovem življenju niso znani, poznamo ga samo po njegovih delih.
O njegovem obširnem delu se je ohranilo več odlomkov, ki so zelo pomembni zaradi natančnosti, s katero opisuje dogodke. 
Kolikor razvidno iz omemb poznejših zgodovinarjev, je Antioh napisal v glavnem dve deli. Eno je verjetno samostojna knjiga in govori o staroselcih južnih predelov Apeninskega polotoka in o kolonijah, ki so jih tam ustanovili Grki do leta 432 pr. n. št. Drugo delo sestoji iz devetih knjig in je zgodovina Sicilije od mitičnega kralja Kokala, Dedalovega zavetnika, do kongresa v Geli leta 424 pr. n. št.
Antioh je pisal v jonskem narečju in v poljudni obliki, zato je bil za sovrstnike le logograf, danes bi rekli kronist, in njegova dela so bila kmalu pozabljena. Šele poznejša kritika mu je priznala zgodovinsko pomembnost za Veliko Grčijo, enako tisti, ki jo ima Herodot za matično Grčijo. Celo Tukidid se je verjetno poslužil njegovih virov pri svojih spisih. Zaradi njegove zgodovinske zanesljivosti ga večkrat navajata tudi Strabon in Dionizij iz Halikarnasa.
Podroben opis kolonizacije Velike Grčije, ki nam ga je Antioh zapustil, je še danes eden najpomembnejših virov teh podatkov.